# Anneville-sur-Mer
Anneville-sur-Mer település Franciaországban, Manche megyében. Lakosainak száma 239 fő (2018. január 1.). Anneville-sur-Mer Geffosses és Gouville-sur-Mer községekkel határos.

## Népesség
A település népességének változása:
| Lakosok száma | 198  | 188  | 190  | 196  | 218  | 244  | 247  | 245  | 240  | 239  |
|               | 1968 | 1975 | 1982 | 1999 | 2006 | 2011 | 2013 | 2016 | 2017 | 2018 |